# Aura Rosenberg
Aura Rosenberg (* 1949 in New York City) ist eine US-amerikanische Malerin, Bildhauerin, Fotografin und Videokünstlerin. Sie lebt und arbeitet in New York City und Berlin.

## Leben
Die Großeltern von Aura Rosenberg emigrierten 1939 infolge der nationalsozialistischen Rassengesetze aus Berlin in die USA. Sie starteten ein neues Leben für sich und ihre Kinder.
Aura Rosenberg besuchte in New York City die Schule und machte anschließend eine künstlerische Ausbildung am Sarah Lawrence College. Außerdem nahm Rosenberg am Independent Study Program vom Whitney Museum of American Art teil. Sie erwarb die Abschlüsse MA und BA. – Im Ergebnis eines DAAD-Studiums kam sie 1991 nach Berlin. Ab 1996 übernahm sie einen Lehrauftrag für Fotografie am Pratt Institute.
Im Jahr 2004 nahm Rosenberg an der Berlin Biennale teil. In den folgenden Jahren führten sie Ausstellungen immer wieder nach Europa, u. a. in die Julia Stoschek Collection in Düsseldorf, in das Centre d'Art Contemporain in Grenoble, in das Kunstmuseum Stuttgart (2018).

## Werk

### Überblick
In all ihren Werken stellt Rosenberg Körper, Sexualität und Gender dar. Anfangs malte sie Bilder oder schuf Skulpturen nach pornografischen Zeitschriften, wendete sich jedoch später davon etwas ab. Mit der Entwicklung digitaler Techniken und Medien passte sie auch ihre Kunst an die neuen Möglichkeiten an.

### Veröffentlichungen
- Drei Bände Fotografien: Headshots (Stop Over Press), Berlin Childhood (Steidl Verlag/D.A.A.D.), Who Am I? What Am I? Where Am I? (Hatje Cantz Verlag).

### Einzelausstellungen (Auswahl)
- 2021/2022, November bis Januar: The Bull, The Girl + The Siegessäule in der Berliner Galerie Efremidis.[1][2]
- 2019: Statues Also Fall In Love, Martos Gallery[3]
- 2001: Berliner Kindheit, DAAD Berlin[4]
- 2000 und 1998: Presumed Innocent, Musée d'art contemporain de Bordeaux[4]
- 2000 und 1999: Die Verletzte Diva, The Galerie im Taxispalais Innsbruck, Österreich[4]
- 1999: Mugshots, Atrium Gallery University of Connecticut[4]
- 1999: Children of Berlin, P.S.1 Long Island City, NY[4]
- 1999: Dusk, Center on Contemporary Art Seattle, WA[4]
- 1999: Full Exposure: Contemporary Photography, New Jersey Center for Visual Arts[4]
- 1999: Pink for Boys/Blue for Girls, NGBK Berlin, Germany[4]
- 1998: Wooster, Gardens New York[4]
- 1998: Presumed Innocent, Brüssel, Belgien[4]
- 1997: Richard Telles, Fine Arts Los Angeles, CA[4]
- 1997: PUre Essence and Presumed Innocence, Marella Arte Contemporanea Sarnico, Italien[4]
- 1997: The Body, Skopelos, Griechenland[4]
- 1993, Mai/Juni: übermalte Ausschnitte aus Pornomagazinen in miniaturhaften, goldgerahmten Bildchen sowie große Steininstallationen mit Körperfragmenten; Kunsthalle St. Gallen, Schweiz[5]

### Bilder und Skulpturen (Auswahl)
- Sammlung eigener Körperbemalungen:

Dazu bedeckt sie sich großflächig mit Acrylfarben, drückt sich dann mit ihrem Körper auf eine Leinwand und unterstreicht damit ihre Präsenz in ihrem Werk.
- tied up (mehrfach neue Darstellungen, 2010 bis 2020)
- Linsenrasterbilder wie

You seem to look right through me (ist auch der Titel eines von ihr verfassten Buches); (183 × 123 × 4 cm)
- Aktbilder, Fotos, Skulpturen in der Kunstgalerie Martos[7]
- 2014: Palette[3]
- 1996: Mike Kelley/Carmen, from Who Am I? What Am I? Where Am I? (101,6 × 75,6 cm)[3]